# Western Springs, Illinois
Western Springs är en ort (village) i Cook County, i delstaten Illinois, USA. Enligt United States Census Bureau har orten en folkmängd på 13 033 invånare (2011) och en landarea på 7,2 km².